# Лебедь-кликун
Ле́бедь-клику́н (лат. Cygnus cygnus) — водоплавающая птица из семейства утиных.
Лебедь-кликун является национальной птицей Финляндии.

## Общая характеристика
Лебедь-кликун — крупная птица, весящая от 7 до 10 кг, иногда больше. Тело вытянутое, длина шеи примерно равна длине туловища. Ноги короткие, отнесены назад. В оперении большое количество пуха. Клюв лимонно-жёлтый с чёрным кончиком. Оперение белое. Молодые птицы имеют дымчато-серое оперение с более тёмной головой. Чисто белый цвет оперения кликун приобретает лишь на третий год жизни. Самец и самка внешне практически не отличаются друг от друга. Шею кликун держит прямо, не сгибая её в форме буквы «S», как лебедь-шипун. Сам лебедь-кликун также несколько мельче шипуна.

## Распространение

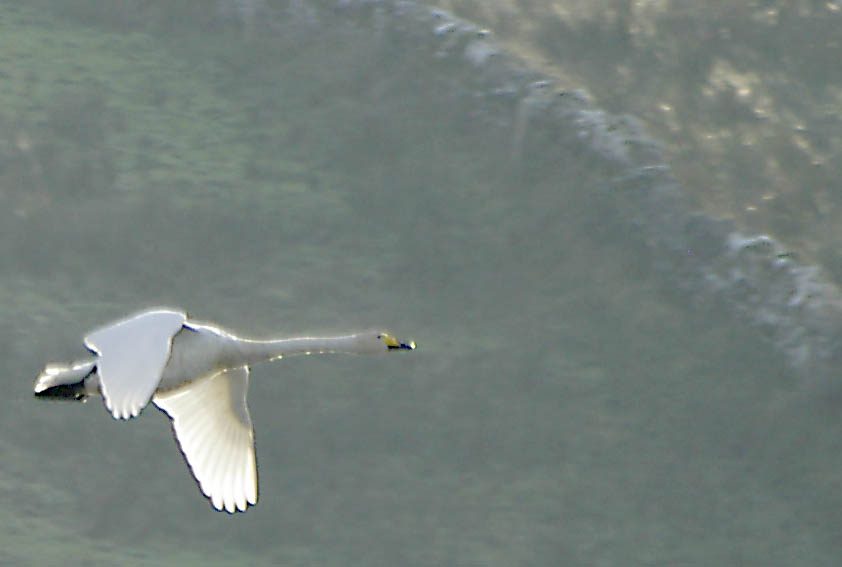
Полёт лебедя

Лебеди-кликуны гнездятся на северных границах лесов Евразии от Скандинавии и Шотландии до Чукотки и Сахалина. На юге встречаются до Ладожского озера, Монголии, севера Японии, северной части Каспийского моря. Зимовать летят на север Средиземного моря, на Каспий, а также в Среднюю, Южную и Юго-Восточную Азию. Лишь некоторые птицы остаются зимовать на местах гнездовья. Обычно не улетают на зимовку кликуны из Скандинавии, на Белом и Балтийском морях. Также остаются зимовать лебеди, живущие на незамерзающих или на не полностью замерзающих водоёмах Евразии. На места гнездовий кликуны прилетают парами в течение всей весны начиная с середины марта.

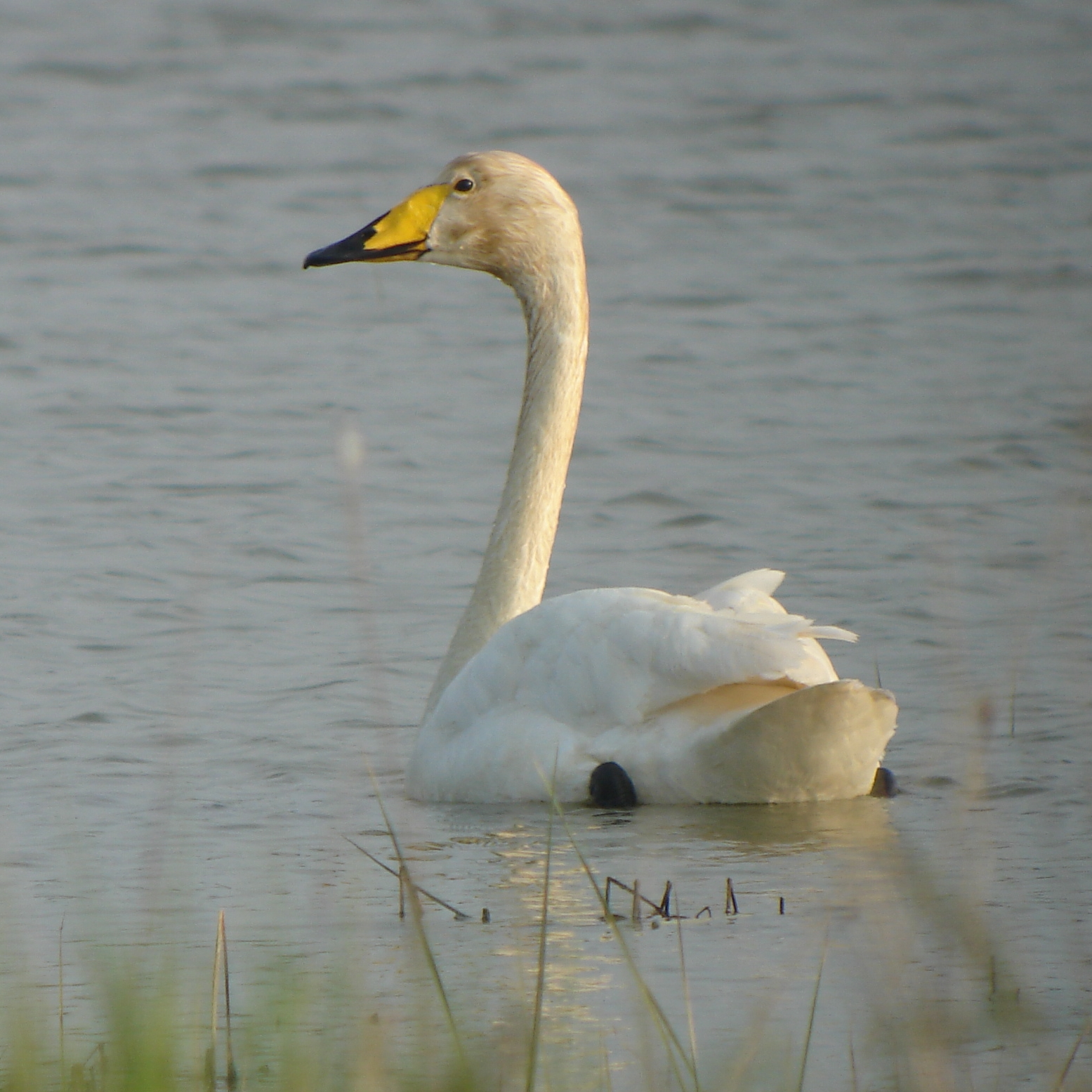

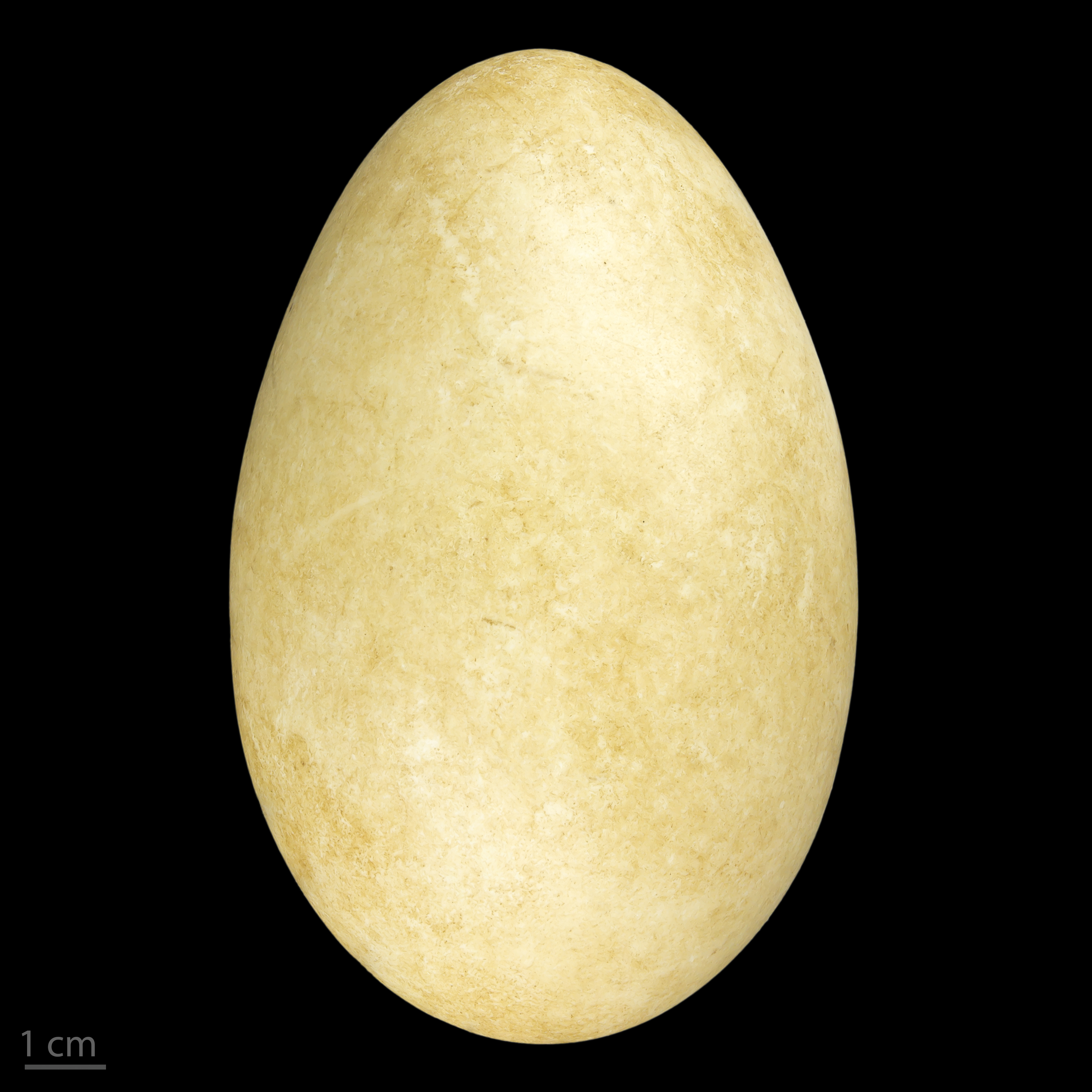
яйцо Cygnus cygnus — Тулузский музей

## Образ жизни
Лебедь-кликун получил своё название за громкие, трубные крики, особенно часто издаваемые в полёте. Плавая, шею держит вертикально, крылья плотно прижаты к телу. Обычно лебедь-кликун, как и все лебеди, плавает неторопливо и величественно, но если его преследовать, то с трудом можно догнать даже на лодке. Взлетая с воды, долго разбегается, молотит лапами по воде, постепенно набирая скорость и высоту. По земле ходить не любит и делает это крайне неохотно и редко. Кликун — осторожная птица, которая держится на широких водных пространствах, подальше от берегов. Удар крыла кликуна настолько силён, что может сломать руку ребёнку.

### Питание
Лебеди-кликуны питаются в основном растительной пищей, водными растениями, а также поедают мелких беспозвоночных животных. Птенцы питаются в основном животным кормом на мелководье, добывая пищу со дна, наполовину ныряя в воду, как утки.

### Размножение
Лебеди-кликуны — моногамные птицы, образующие пары на всю жизнь, причём птицы держатся вместе даже на зимовке. Смена партнёра возможна только в случае гибели одного из лебедей. Гнездятся кликуны на берегах водоёмов: по возможности крупных озёр, покрытых густыми зарослями. Как правило, это глухие лесные озёра, далёкие от людей. Иногда гнездится и на морских побережьях, если там есть заросли тростника. Если птиц не тревожат, они гнездятся и поблизости от человеческого жилья. Гнездовой участок кликуна — довольно обширная территория, куда другие лебеди не пускаются, в случае нарушения границ между кликунами случаются жестокие драки, обычно на воде. Гнездом служат огромные кучи пожухлой растительности, которую собирает в основном самка. Диаметр гнезда в основании около 1 м, иногда до 2—3 м. Высота около 0,5—0,8 м. Диаметр лотка около 40—50 см. Гнездо устраивается в зарослях тростника, камыша или рогоза, реже на мелководье, где гнездо опирается на дно водоёма. Дно лотка выстилается травой, мхом и выщипанными из живота и груди самки перьями. В кладке 3—7 яиц, которые насиживает самка. Яйца белого или желтоватого цвета. При гибели кладки откладывается вторая, но всегда с меньшим количество яиц. Пока самка насиживает яйца, самец находится поблизости и охраняет гнездо. Через 5 недель вылупляются птенцы, о которых заботятся оба родителя. Птенцы могут самостоятельно добывать себе пищу. Часто птенцы держатся возле родителей уже после того, как научатся летать.

### Голос
Обычный голос лебедя-кликуна — громкое трубное «ганг-го, ганг-го, ганг-го», обычно звучащее в брачных танцах.